# Unión Cristiana Nacional
La Unión Cristiana Nacional (en polaco: Zjednoczenie Chrześcijańsko-Narodowe, ZChN) fue el partido político conservador de Polonia. Fue fundado en 1990 por Wiesław Chrzanowski, Marek Jurek y Stefan Niesiołowski. En 1997 la Unión Cristiana Nacional entró a Acción Electoral Solidaridad (Akcja Wybocza Solidarność).